# Nueces húmedas
Nueces húmedas  o simplemente relleno de nuez es un postre hecho de nueces y jarabe de arce. A veces el jarabe o el jarabe de maíz es sustituido por (o en combinación con) el jarabe de arce. 
Las nueces húmedas son servidas comúnmente con helado. A menudo están disponibles en heladerías en Estados Unidos.
Las nueces húmedas (Reino Unido), son nueces frescas que no se han secado para mantenerlas. 